# Mathew Knowles & Music World Present Vol.1: Love Destiny
Mathew Knowles & Music World Present Vol.1: Love Destiny é um álbum de coletânea com as músicas do girl group americano Destiny's Child. Em 2001 foi lançado um outro álbum de coletânea com um nome semelhante, Love: Destiny, que é um álbum similar a este álbum.
Esse álbum só foi lançado no Japão no final do mês de Junho de 2008 para comemorar o aniversário de dez anos do grupo Destiny's Child. Ele é composto por algumas músicas do grupo e por três músicas da cantora Solange Knowles, que não faz parte do grupo. Existem também duas faixas bônus de Lady Lux e Lyfe Jennings.

## Faixa
| Mathew Knowles & Music World Present Vol.1: Love Destiny – Edição Padrão |                                                            | |                   |         |  |
| N.º                                                                      | Título                                                     | Compositor(es) | Artista           | Duração |  |
| 1.                                                                       | "Crazy in Love" (featuring Jay-Z)                          | Beyoncé Knowles Rich Harrison Shawn Carter Eugene Record                                                                 | Beyoncé           | 3:58    |  |
| 2.                                                                       | "Dilemma" (featuring Kelly Rowland)                        | Cornell Haynes Jr. Antoine Macon Kenneth Gamble Walter Sigler                                                            | Nelly             | 4:51    |  |
| 3.                                                                       | "Lose My Breath"                                           | Beyoncé Knowles Kelendria Rowland Tenitra Williams Rodney Jerkins Fred Jerkins III Garrett Hamler LaShawn Daniels Carter | Destiny's Child   | 4:03    |  |
| 4.                                                                       | "Honesty"                                                  | William Joel | Beyoncé           | 3:46    |  |
| 5.                                                                       | "I Decided"                                                | Pharrell Williams Solange Knowles                                                                                        | Solange           | 4:17    |  |
| 6.                                                                       | "Déjà Vu" (featuring Jay-Z)                                | Beyoncé Knowles Rodney Jerkins Delisha Thomas Makeba Riddick Keli Price Carter                                           | Beyoncé           | 4:03    |  |
| 7.                                                                       | "Itoldyaso"                                                | Solange Knowles Shea Taylor                                                                                              | Solange           | 4:01    |  |
| 8.                                                                       | "Like This" (featuring Eve)                                | Hamler Eve Jeffers Jamal Jones Jason Perry Rowland Elvis Williams                                                        | Kelly Rowland     | 3:38    |  |
| 9.                                                                       | "Independent Women" (Part 1)                               | Beyoncé Knowles Cory Rooney Samuel Barnes Jean-Claude Olivier                                                            | Destiny's Child   | 3:42    |  |
| 10.                                                                      | "We Break the Dawn" (DJ Montay Remix) (featuring Flo Rida) | Solange Knowles Andrew Frampton Wayne Wilkins                                                                            | Michelle Williams | 4:07    |  |
| 11.                                                                      | "Work" (Freemasons edição de rádio)                        | Jason Boyd Scott Storch Rowland                                                                                          | Kelly Rowland     | 3:13    |  |
| 12.                                                                      | "Hello Heartbreak"                                         | Richard Butler Jr. James Scheffer                                                                                        | Michelle Williams | 4:09    |  |
| 13.                                                                      | "Survivor"                                                 | Beyoncé Knowles Anthony Dent Mathew Knowles                                                                              | Destiny's Child   | 3:51    |  |
| 14.                                                                      | "Daylight" (Travis McCoy do Gym Class Heroes)              | Robert Womack Harold Payne                                                                                               | Kelly Rowland     | 3:31    |  |
| 15.                                                                      | "Say My Name"                                              | Rodney Jerkins Fred Jerkins III Daniels Beyoncé Knowles LeToya Luckett Rowland LaTavia Roberson                          | Destiny's Child   | 4:02    |  |
| 16.                                                                      | "Irreplaceable"                                            | Shaffer Smith Mikkel Eriksen Tor Hermansen Espen Lind Amund Bjørklund Beyoncé Knowles                                    | Beyoncé           | 3:49    |  |
| 17.                                                                      | "Check on It"                                              | Beyoncé Knowles Kasseem Dean Bernard Freeman Hamler Angela Beyincé Stayve Thomas                                         | Beyoncé           | 3:33    |  |
| 18.                                                                      | "Listen"                                                   | Henry Krieger Scott Cutler Anne Preven Beyoncé Knowles                                                                   | Beyoncé           | 3:41    |  |
| Duração total:                                                           | Duração total:                                             | Duração total: | Duração total:    | 70:15   |  |

| Mathew Knowles & Music World Present Vol.1: Love Destiny – Faixas Bônus |                                            |                |                |         |  |
| N.º                                                                     | Título                                     | Compositor(es) | Artista        | Duração |  |
| 19.                                                                     | "This My Song"                             | Tammie August  | Lady Lux       | 3:46    |  |
| 20.                                                                     | "Midnight Train" (featuring Shota Shimizu) |                | Lyfe Jennings  | 3:20    |  |
| Duração total:                                                          | Duração total:                             | Duração total: | Duração total: | 77:21   |  |

## Desempenho nas tabelas musicais
| Tabela musical (2008)      | Melhor posição |
| -------------------------- | -------------- |
| Japão (Japan Albums Chart) | 18             |